# Jordi Bruch i Franch
Jordi Bruch i Franch (Prats de Lluçanès, 1975) és alcalde de Prats de Lluçanès del 2019.
Músic de professió. Ha estat professor i director de l'Escola de Municipal de Música Josep Cirera i Armengol, i professor de l'Escola de Música i Arts del Lluçanès. Actua en solitari i en diferents formacions de música lleugera i de ball, és empresari de produccions musicals i de l'oci i també col·labora en el negoci que la família regenta a Prats. Tècnic especialista en Electrònica Industrial i, fruit del seu pas pel Conservatori Superior de Música del Liceu de Barcelona i per la Universitat de Barcelona, també és diplomat com a professor de Música.
En l'àmbit associatiu, ha estat membre de l'Associació de Mares i Pares d'Alumnes (AMPA) de l'Escola FEDAC Prats i de l'Institut Castell del Quer, membre del Consell Escolar Municipal, a més de participar en diferents iniciatives locals i culturals.
Ha estat cap de l'oposició en la legislatura 2015-2019 i és alcalde de Prats de Lluçanès des del 15 de juny de 2019. Bruch també exerceix de regidor d'Urbanisme, Via Pública, Bon Govern, Ocupació i Empresa.
Va revalidar l'alcaldia a les eleccions de 2023.